# Amoc Zahawi
Amoc Zahawi, Amotz Zahavi (hebr. אמוץ זהבי; ur. 1 stycznia 1928 w Petach Tikwie, zm. 12 maja 2017 w Tel Awiwie) – izraelski biolog ewolucyjny, profesor zoologii na Uniwersytecie Telawiwskim, gdzie doktoryzował się w 1970 roku.
W 1975 roku zaproponował hipotezę upośledzenia, początkowo krytykowaną, lecz później potwierdzoną m.in. dowodami matematycznymi przedstawionymi przez Alana Grafena. Sam Zahawi uważa się za jednego z niewielu biologów ewolucyjnych twierdzących, że wszystkie adaptacje, w tym altruizm, są wynikiem działania doboru osobniczego i że ten rodzaj doboru jest jedynym istotnym w ewolucji.
W 1980 roku wraz z Azarją Alonem, Jo’awem Sagim i Society for the Protection of Nature in Israel (Towarzystwem Ochrony Przyrody w Izraelu, SPNI) otrzymał Nagrodę Izraela za działalność na rzecz środowiska.